# Biblia Kościelna 1917
Biblia Kościelna 1917 (szw. 1917 års kyrkobibel) – tłumaczenie Biblii na język szwedzki opublikowane w 1917 roku. Zostało ono 2 października 1917 roku zatwierdzone przez króla Gustawa V. Zastąpiła ona obowiązujący w Kościele Szwecji od 1703 roku tekst Biblii Karola XII.
Praca nad tłumaczeniem trwała z długimi przerwami 144 lata, odkąd Gustaw III w 1773 roku wyznaczył Komisję Biblijną w celu opracowania współczesnego tłumaczenia Biblii. W roku 1878 powołano nową Komisję Biblijną i na nowo rozpoczęto pracę nad przekładem. W komisji znaleźli się: A.E. Knös, C.A. Torén, H.G. Lindgren i H.M. Melin. Opublikowano kilka próbnych tłumaczeń, takich jak edycja Nowego Testamentu z 1883 roku. Tłumaczenie Starego Testamentu oparto na tekście masoreckim, a tłumaczenie Nowego Testamentu na najnowszym dostępnym wówczas tekście krytycznym greckiego tekstu Nowego Testamentu. Jednym z czołowych redaktorów wydania końcowego był Esaias Tegnér Jr., zwłaszcza w zakresie ST. Przyjmuje się, że to on wpłynął na jego archaiczny styl. Tłumaczenie ma jednak również walory językowe.
Język tego przekładu wkrótce stał się archaiczny, a w 1963 roku król powołał nowy Komitet Biblijny, który opublikował Nowy Testament w roku 1981. Całkowicie nowe tłumaczenie Biblii zostało opublikowane w 2000 roku przez Komisję Biblijną, która została utworzona w 1972.
Przekład Biblii znany jako Svenska Folkbibeln (Szwedzka Biblia Ludowa), opublikowany w 1998 roku przez Stiftelsen Biblicum, ma tekst, który jest częściowo rewizją  Biblii Kościelnej 1917 a częściowo nowym przekładem. Natomiast przekład Nowego Testamentu tego wydania jest nowym niezależnym tłumaczeniem. Biblia ludowa jest powszechnie używana przez: luteranów wyznających nieomylność Biblii, ewangelików, wolne kościoły i chrześcijan z ruchu przebudzeniowego.